# Bob Dole
Robert Joseph Dole (Russell, 1923. július 22. – Washington, 2021. december 5.) az Amerikai Egyesült Államok szenátora (Kansas, 1969–1996). 1996-ban a Republikánus Párt jelöltje volt az amerikai elnökválasztáson, de vereséget szenvedett a hivatalban lévő elnöktől, Bill Clintontól.

## Élete

### Iskolái
- Kansasi Egyetem (1941–1943)
- Arizonai Egyetem (1948–1949)
- Washburn Egyetem (–1952, BA, jogi alapdiploma)